# Blechroneromia gutierrezi
Blechroneromia gutierrezi là một loài bướm đêm trong họ Geometridae.